# Dracophyllum prostratum
Dracophyllum prostratum là một loài thực vật có hoa trong họ Thạch nam. Loài này được Kirk mô tả khoa học đầu tiên năm 1881.